# DN29C
DN29C este un drum național din România, care leagă orașul Siret de Botoșani, trecând prin orașul Bucecea și terminându-se în DN29B la 10 km de Botoșani.